# Distretto di Posic
Il distretto di Posic è uno dei nove distretti  della provincia di Rioja, in Perù. Si trova nella regione di San Martín e si estende su una superficie di 54,65 chilometri quadrati.

Istituito il 9 dicembre 1935, ha per capitale la città di Posic; al censimento 2005 contava 1.394 abitanti.